# Veramyces manuensis
Veramyces manuensis är en svampart som beskrevs av Matsush. 1993. Veramyces manuensis ingår i släktet Veramyces, divisionen sporsäcksvampar och riket svampar.   Inga underarter finns listade i Catalogue of Life.